# Patellovalvulina
Patellovalvulina es un género de foraminífero bentónico de la subfamilia Trochammininae, de la familia Trochamminidae, de la superfamilia Trochamminoidea, del suborden Trochamminina, y del orden Trochamminida. Su especie tipo es Patellovalvulina patruliusi. Su rango cronoestratigráfico abarca desde el Valanginiense superior hasta el Aptiense inferior (Cretácico inferior).

## Discusión
Clasificaciones previas incluían Patellovalvulina en el suborden Textulariina del orden Textulariida. Otras clasificaciones lo han incluido en el orden Lituolida.

## Clasificación
Patellovalvulina incluye a las siguientes especies:
- Patellovalvulina patruliusi